# 세이디 프로스트
세이디 프로스트(영어: Sadie Frost, 1965년 6월 19일 ~ )는 잉글랜드의 배우이다.

## 출연 작품
- 드라큘라